# Canalopathie

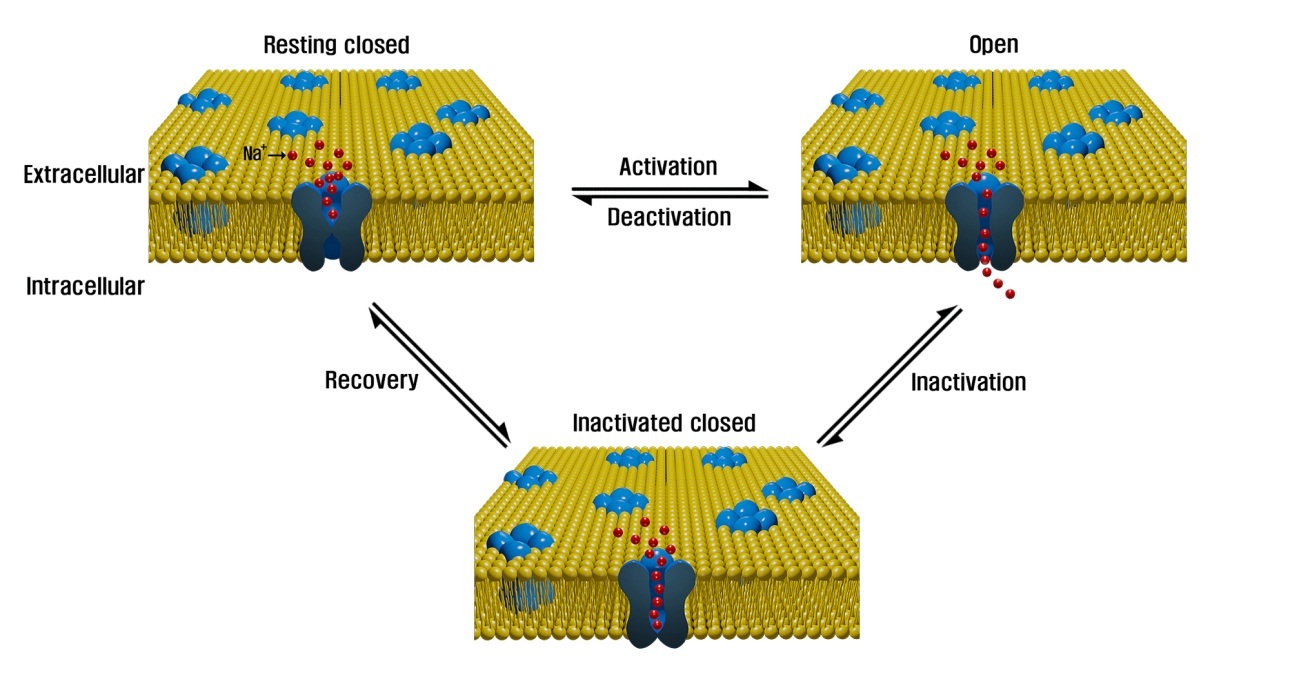
Cartographie du canal sodique à l'état ouvert (en haut à droite), fermé (en haut à gauche) et inactivé (en bas).

Les canalopathies sont l'ensemble des maladies en rapport avec un dysfonctionnement des canaux ioniques membranaires.
Ce terme nouveau est apparu grâce au progrès considérable permettant de relier des manifestations cliniques anciennes avec des anomalies de la structure des protéines par mutation du gène responsable de leur codage.

## Introduction
Les canaux ioniques sont des protéines qui traversent la membrane cellulaire et qui contrôlent de façon sélective le passage des ions à travers celle-ci. Les canaux ioniques contrôlent l'activité électrique cellulaire et sont donc impliqués dans chaque battement du cœur, dans chaque contraction musculaire et même dans chaque pensée et perception.
Leurs fonctionnements entraînent des mouvements de charges électriques à travers la membrane cellulaire et modifient la polarité de celle-ci : 
- dépolarisation par entrée d’ion positif (courant dit « entrant ») ;
- repolarisation ou hyperpolarisation par sortie d’ion positif ou entrée d'ion négatif (courant dit « sortant »).

Plus de 20 maladies génétiques sont en rapport avec un dysfonctionnement de canaux ioniques se manifestant par des troubles de la rythmicité cardiaques et de la contraction musculaire, mais aussi certaines épilepsies, maladies neurodégénératives…

## Historique
Jusqu'en 1982, l'étude des bases physiologiques de l'activité électrique cellulaires était basée sur des modèles physiques, notamment l'étude des muscles striés des batraciens. Le clonage de la sous-unité alpha du récepteur de l'acétylcholine fut une étape majeure de la compréhension et de la découverte de l'ensemble des gènes codant le fonctionnement des canaux ioniques membranaires.
En 1998, la découverte de la structure cristalline des canaux potassiques bactériens permit de comprendre les différentes altérations pouvant conduire à une anomalies de fonctionnement.
Le nombre très important de maladies génétiques liés à des troubles de fonctionnement des canaux ioniques a conduit à créer le terme de canalopathie pour désigner l'ensemble de ces maladies.

## Les gènes codant le fonctionnement des canaux ioniques
Le gène SCN4A, situé sur l'exon 22 ou 24 du chromosome 17 humain, code la sous-unité principale alpha du canal sodique voltage dépendant.

## Les différentes canalopathies

### Canalopathies en rapport avec un trouble du fonctionnement des canaux sodiques

#### Musculaires
Les canalopathies musculaires sont en rapport avec la mutation du gène SCN4A (en) 603967 situé sur le locus q23.1-q25.3 du chromosome 17
| Pathologie                             | OMIM   | Transmission |
| Paralysie périodique hyperkaliémique   | 170500 | Dominante    |
| Paramyotonie d'Eulenburg               | 168300 | Dominante    |
| Myotonie aggravée par le potassium     | 608390 | Dominante    |
| Paralysie périodique hypokaliémique    | 170400 | Dominante    |
| Hyperthermie maligne Susceptibilitè    | 167275 | Dominante    |
| Syndrome myasthénique SCN4A dépendante | 603967 | Dominante    |

#### Cardiaques
Les canalopathies cardiaques sont en rapport avec la mutation du gène SCN5A situé sur le locus p21 du chromosome 3
| Pathologie                               | OMIM    | Transmission         |
| Syndrome de Romano-Ward                  | 192500  | Dominante            |
| Syndrome de Brugada                      | 6011444 | Dominante            |
| Bradycardie sinusale familiale           | 608567  | Récessive            |
| Syndrome de la mort subite du nouveau-né | 272120  | Récessive Sporadique |
| Bloc cardiaque progressif familial       | 113900  | Dominante            |

#### Cérébrales
Les canalopathies cérébrales sont en rapport avec plusieurs mutations
- La mutation des gènes SCN1A (en) 182389, SCN2A (en) 182390 situés sur le locus q24 et q23-q24.3 du chromosome 2
- La mutation du gène SCN1B (en) 600235 situé sur le locus p21 du chromosome 3

| Pathologie                                           | OMIM   | Transmission | Gène        |
| Épilepsie myoclonique sévère du nourrisson           | 182389 | Dominante    | SCN1A       |
| Épilepsie généralisée avec convulsions fébriles plus | 604233 | Dominante    | SCN1A SCN1B |
| Convulsions infantiles bénignes familiales           | 601764 | Dominante    | SCN1B       |

#### Nerveuses
Les canalopathies cardiaques sont en rapport avec la mutation du gène SCN9A (en) 603415 situé sur le chromosome 2
| Pathologie                | OMIM   | Transmission |
| Érythromélalgie           | 133020 | Dominante    |
| Douleur rectale familiale | 167400 | Dominante    |

### Canalopathies en rapport avec un trouble du fonctionnement des canaux calciques
| Pathologie                                           | OMIM   | Transmission | Gène    |
| Dysplasie ventriculaire droite arythmogène           |        | Dominante    | RYR2    |
| Tachycardie ventriculaire polymorphe catécholergique |        | Dominante    | RYR2    |
| Syndrome de Timothy                                  | 601005 | Dominante ?  | CACNA1C |
| Ataxie paroxystique héréditaire                      |        |              |         |
| Migraine hémiplégique familiale                      |        |              |         |
| Ataxie cérébelleuse type 6                           |        |              |         |

### Canalopathies en rapport avec un trouble du fonctionnement des canaux potassiques
| Pathologie                           | OMIM      | Transmission | Gène  |
| Fibrillation auriculaire familiale   | 604554    | Dominante    | KCNE2 |
| Syndrome de Romano-Ward              |           | Dominante    | KCNE1 |
| Syndrome de Jervell et Lange-Nielsen | Récessive |              |       |
| Acouphènes                           |           |              | KCNC1 |

### Canalopathies en rapport avec un trouble du fonctionnement des canaux chlorures
| Pathologie                                 | OMIM   | Transmission        | Gène   | Chromosome |
| Mucoviscidose                              | 182389 | Récessive           | CFRT   | 7          |
| Maladie de Dent                            | 300009 | Récessive lée à l'X | CLCN5  | X          |
| Ostéopétrose maligne autosomique récessive | 259700 | Récessive           | CLCN7  | 16         |
| Maladie de Thomsen                         | 160800 | Dominante           | CLCN1  | 7          |
| Maladie de Becker                          | 259700 | Récessive           | CLCN1  | 7          |
| Néphrolithiase type 1                      | 310468 | Récessive lée à l'X | CLCN5  | X          |
| Épilepsie myoclonique juvénile             | 606904 | Dominante           | CLCN2  | 3          |
| Épilepsie grand mal                        | 607628 | Dominante           | CLCN2  | 3          |
| Épilepsie-absence de l'adolescence         | 607631 | Dominante           | CLCN2  | 3          |
| Syndrome de Bartter                        | 604364 | Récessive           | CLCNKB | 1          |